# Florența Mihai
Florența Mihai (* 2. September 1955; † 14. Oktober 2015) war eine rumänische Tennisspielerin. Sie war die erste Rumänin, die bei einem Grand-Slam-Turnier sowohl ein Einzel- als auch ein Mixedfinale erreicht hat.

## Karriere
Florența Mihai trat ab Mitte der 1970er Jahre bei Grand-Slam-Turnieren an, bei den Australian Open allerdings nie. Als Qualifikantin schied sie 1975 in der ersten Runde der French Open gegen Fiorella Bonicelli aus Uruguay (3:6, 2:6) aus. Im Jahr darauf stieß sie nach Siegen über die Französin Nathalie Fuchs und die US-Amerikanerin Kathy Kuykendall bis ins Halbfinale der French Open vor, wo sie der Tschechoslowakin Renáta Tomanová in zwei Sätzen (5:7, 6:7) unterlag. Die britische Times prophezeite Mihai daraufhin eine „aufregende Zukunft“, nachdem sie schon beim Tennisturnier von Rom unter die besten Vier gekommen war. Im selben Jahr bestritt Mihai Erstrundenpartien bei den Wimbledon Championships und den US Open und gewann zusammen mit der Brasilianerin Patricia Medrado die Spanish Open mit einem Endspielsieg (6:2, 6:4) über Nathalie Fuchs und Michèle Gurdal.
1977 wurde Mihais erfolgreichstes Jahr. Bei den French Open trat sie sowohl im Einzel als auch mit dem Kolumbianer Iván Molina im Mixed-Wettbewerb an. Im Einzel gelang ihr nach Siegen über die Deutsche Helga Masthoff und die US-Amerikanerin Janet Newberry der Einzug ins Damenfinale. Nach Einführung der Open-Regelung im Jahr 1968 war sie die dritte ungesetzte Spielerin nach Helen Gourlay (French Open 1971) und Tomanová (French Open 1976), der dies gelang und gleichzeitig die erste rumänische Einzelspielerin, die in einem Grand-Slam-Finale stand. Mihai traf dort auf die topgesetzte Jugoslawin Mima Jaušovec. Nach dem Verlust des ersten Satzes mit 2:6 gewann sie den zweiten im Tie-Break; der entscheidende dritte Satz ging schließlich mit 1:6 an Jaušovec. Mit Iván Molina, der 1974 als Partner von Martina Navrátilová bereits die French Open gewonnen hatte, gelangte sie zudem ins Mixed-Finale. Mihai war damit auch die erste rumänische Tennisspielerin, die ein Mixed-Finale bei einem Grand-Slam-Turnier erreichte. Sie hatten allerdings gegen die US-Amerikaner Mary Carillo und John McEnroe (6:7, 3:6) das Nachsehen. Am Rande der French Open kritisierte Mihai das Computer-Ranking der Women’s Tennis Association (WTA) als „inkonsistent“ und dass es osteuropäische Spielerinnen benachteiligte. In den letzten drei Turnieren wäre Mihai unter die 16 Besten gekommen, war aber vom Weltranglistenplatz 41 auf 56 zurückgestuft worden. Die an Position 40 geführte US-Amerikanerin Betsy Nagelsen habe dagegen im Vormonat kein Turnier bestritten und sei trotzdem auf Platz 36 vorgerückt.
Im selben Jahr gewann Mihai die Turniere von Westchester (6:4, 3:6, 6:4 gegen Betsy Nagelsen) und die Swedish Open in Båstad (6:4, 6:4 gegen die US-Amerikanerin Mary Struthers), erreichte das Finale von Hilton Head Island, die zweite Runde in Wimbledon und die dritte Runde bei den US Open. Zusammen mit ihrer rumänischen Teamkollegin Virginia Ruzici gewann sie 1977 auch zum ersten Mal das Damendoppel bei der Universiade im bulgarischen Sofia. Diesen Erfolg sollten beide 1979 in Mexiko-Stadt und 1981 im heimischen Bukarest wiederholen.
1978 belegte Mihai Anfang Mai Platz 30 der WTA-Weltrangliste; im Vorfeld der French Open wurde sie auf Platz 10 der Setzliste geführt. Bereits in der ersten Runde schied sie aber mit 5:7 und 2:6 gegen die Französin Brigitte Simon aus, die im Verlauf des Wettbewerbs das Viertelfinale erreichen sollte. Mit Mihais an Position 2 gesetzter Landsfrau Virginia Ruzici gewann erstmals eine rumänische Spielerin ein Grand-Slam-Turnier im Einzel. Nach einem weiteren Erstrunden-Aus in Wimbledon konnte Mihai auch in den folgenden Jahren nicht mehr an frühere Erfolge anknüpfen. 1979 erreichte sie die zweite Runde der US Open, 1980 scheiterte sie in Wimbledon in Runde eins.
Hatte Mihai zu Beginn ihrer Karriere (v. a. 1976/77) noch mit einer überragenden Athletik und selbstsicheren, aggressiven Spielweise überzeugen können, folgten 1978 sechs Erstrundenniederlagen. Des Weiteren erlebte sie eine Serie von Verletzungen – einen Tennisellenbogen, ein verdrehtes Fußgelenk, Rippenbrüche und Nierenverletzungen durch einen Autounfall sowie Kniebeschwerden. Im Oktober 1980 wurde sie nur noch auf Platz 112 der Weltrangliste geführt. Sie gab nach einem Erstrunden-Aus beim Daihatsu Challenge in Brighton an, ihr Selbstvertrauen und ihren Enthusiasmus verloren zu haben: „Es ist möglich neu anzufangen, aber ich habe das Ganze schon einmal durchgemacht. Und so viele Jüngere spielen so gut. Ich fühle mich ein kleines bisschen außen vor.“ 1981 erreichte sie das Finale des Tennisturniers von Chichester, wo sie aber der Südafrikanerin Rene Uys (4:6. 3:6) unterlag. 1983 ging sie nochmals für die rumänische Fed-Cup-Mannschaft an den Start; ihre Fed-Cup-Bilanz: je neun Siege und Niederlagen.
Nach ihrer aktiven Zeit blieb Florența Mihai dem Tennis verbunden und wurde Trainerin. 1992 war sie Kapitänin des rumänischen Fed-Cup-Teams. 2010 wurde in Bukarest ein Tennisturnier („Turneul Florența Mihai“) nach ihr benannt. Ein Wettbewerb und ein Tennisstadion in Iași tragen ebenfalls ihren Namen. Am 14. Oktober 2015 erlag sie einem Krebsleiden.

## Abschneiden bei Grand-Slam-Turnieren

### Einzel
| Turnier         | 1975 | 1976 | 1977 | 1978 | 1979 | 1980 | Karriere |
| --------------- | ---- | ---- | ---- | ---- | ---- | ---- | -------- |
| Australian Open | —    | —    | —    | —    | —    | —    | —        |
| French Open     | 1    | HF   | F    | 1    | —    | —    | F        |
| Wimbledon       | —    | 1    | 2    | 1    | —    | 1    | 2        |
| US Open         | —    | 1    | 3    | —    | 2    | —    | 3        |

Zeichenerklärung: S = Turniersieg; F, HF, VF, AF = Einzug ins Finale / Halbfinale / Viertelfinale / Achtelfinale; 1, 2, 3 = Ausscheiden in der 1. / 2. / 3. Hauptrunde; Q1, Q2, Q3 = Ausscheiden in der 1. / 2. / 3. Runde der Qualifikation; n. a. = nicht ausgetragen

### Doppel
| Turnier         | 1975 | 1976 | 1977 | 1978 | 1979 | 1980 | Karriere |
| --------------- | ---- | ---- | ---- | ---- | ---- | ---- | -------- |
| Australian Open | —    | —    | —    | —    | —    | —    | —        |
| French Open     | 1    | VF   | AF   | VF   | —    | —    | VF       |
| Wimbledon       | 2    | 2    | 1    | 2    | —    | 2    | 2        |
| US Open         | —    | AF   | 1    | —    | —    | —    | AF       |

### Mixed
| Turnier         | 1975              | 1976              | 1977              | …                 | 1980              | …                 | 1983              | Karriere |
| --------------- | ----------------- | ----------------- | ----------------- | ----------------- | ----------------- | ----------------- | ----------------- | -------- |
| Australian Open | nicht ausgetragen | nicht ausgetragen | nicht ausgetragen | nicht ausgetragen | nicht ausgetragen | nicht ausgetragen | nicht ausgetragen | —        |
| French Open     | 1                 | VF                | F                 | —                 | —                 | —                 | 2                 | F        |
| Wimbledon       | —                 | —                 | —                 | —                 | AF                | —                 | —                 | AF       |
| US Open         | —                 | —                 | —                 | —                 | —                 | —                 | —                 | —        |